# ドビー・グレイ
ドビー・グレイ（Dobie Gray、1940年7月26日 - 2011年12月6日）は、アメリカのR&Bシンガー、ソングライター。
代表曲に「ジ・イン・クラウド」（1964年）、「Drift Away」（1973年）などがある。

## 生涯・人物
アメリカ・テキサス州西部に位置する、小さな町のサイモントンで小作人の一家に生まれる。現地でゴスペルミュージックと出会い、1960年にロサンゼルスへ移り、レオナード・エインズワースやラリー・カーティス、ラリー・デニスなる歌手名で活動していたが、ソニー&シェールの一人、ソニー・ボノに認められ、ローカルレーベルのストライプレコーズなるレーベルと契約すると同時に名前をドビー・グレイに改める。1965年に発表した「The 'In" Crowd」が全米シングルチャートの13位を記録し知名度を上げると、1973年にカントリーシンガーのメンター・ウィリアムスのペンによるシングル「Drift Away」が全米シングルチャートの5位を記録するヒットとなり、アメリカでゴールドディスクを獲得すると共に、ロッド・スチュワートやマイケル・ボルトン、アンクル・クラッカー等のシンガーもカヴァーしている。
2011年12月6日、癌により死去。享年71歳。2005年までに14枚のスタジオ・アルバムを遺した。

## ディスコグラフィ

### スタジオ・アルバム
- Look (1963年、Stripe)
- 『シングス・フォー "イン" クラウダーズ・ザット・ゴー "ゴー・ゴー"』 - Dobie Gray Sings for "In" Crowders That Go "Go-Go" (1965年、Charger)
- 『明日なきさすらい』 - Drift Away (1973年、Decca/MCA)
- 『ラビング・アームス』 - Loving Arms (1973年、MCA)
- 『ヘイ・ディキシー』 - Hey Dixie (1975年、MCA)
- New Ray of Sunshine (1975年、Capricorn)
- Let Go (1977年、Capricorn)
- Midnight Diamond (1978年、Infinity)
- Dobie Gray (1979年、Infinity)
- Welcome Home (1981年、Equity/Robox)
- From Where I Stand (1986年、Capitol/EMI)
- Love's Talkin'  (1987年、Capitol/EMI)
- Soul Days (2001年、CDMemphis)
- Songs of the Season (2001年、Dobie Gray Prods)

### ポリューション
- Pollution (1970年、Prophecy/Atlantic)
- Pollution II (1971年、Prophecy/Atlantic)

### コンピレーション・アルバム
- The Best of Dobie Gray (1978年、Gallo)
- Dobie Gray & Mary Wells (1978年、Gusto Inc.) ※with メリー・ウェルズ
- Mellow Man (1978年、Capricorn)
- Premiere Performance (1981年、Myrrh)
- Dobie Gray: His Very Best (1996年、Razor & Tie)
- Diamond Cuts (1998年、Dobie Gray Prods)
- Dobie Gray: The Ultimate (2001年、Universal Hip-O)
- Dobie Gray: A Decade of Dobie (1969–1979) (2005年、UMG/Select-O-Hits)